# Emmeroth
Emmeroth ist ein Ortsteil der Ortsgemeinde Kleinich im Landkreis Bernkastel-Wittlich in Rheinland-Pfalz.

## Geographische Lage
Emmeroth liegt mitten im Hunsrück zwei Kilometer vom Hauptort Kleinich entfernt. Nächste Grund- und Mittelzentren sind Büchenbeuren, Sohren, Traben-Trarbach, Morbach, Bernkastel-Kues und Simmern. Der Flughafen Frankfurt-Hahn ist ca. 17 Kilometer vom Ort entfernt. Zu Emmeroth gehört auch der Wohnplatz Bergbitzerhof.

## Einwohnerentwicklung
| Jahr | Einwohner |
| ---- | --------- |
| 1854 | 78        |
| 1910 | 61        |
| 1925 | 66        |
| 1949 | 49        |
| 1962 | 49        |
| 2008 | 47        |

- Der Anteil der evangelischen Christen lag 2008 bei 66 %, 1925 bei 98,4 %.

## Politik

### Gemeinde Emmeroth
Bis 1974 war Emmeroth eine eigenständige Gemeinde. Im Rahmen der Mitte der 1960er Jahre begonnenen Verwaltungsreform in Rheinland-Pfalz wurde am 17. März 1974 aus Emmeroth und weiteren sechs Gemeinden die heutige Ortsgemeinde Kleinich neu gebildet. Emmeroth hatte 1974 insgesamt 42 Einwohner.

### Ehemaliges Wappen
| Wappen von Emmeroth | Blasonierung: „Geteilt; Schildhaupt dreireihig geschacht von Silber und Rot, darunter in Grün eine liegende goldene Wolfsangel.“                                                                  |
| Wappen von Emmeroth | Wappenbegründung: Emmeroth gehörte früher zum Hochgericht Kleinich, daher das Schachbrettmuster der Sponheimer. Die grüne Farbe weist auf Landwirtschaft, der Forsthaken auf Forstwirtschaft hin. |

### Ortsvorsteher (seit 1974)
Der Gemeindeteil Emmeroth ist gemäß Hauptsatzung einer von sieben Ortsbezirken der Ortsgemeinde Kleinich. Er wird politisch von einem Ortsvorsteher vertreten, während auf die Bildung eines Ortsbeirats verzichtet wurde.
Die bisherigen Ortsvorsteher:
| 1974–1979 | Fritz Schmidt       |
| 1979–1984 | Hans-Günter Schmidt |
| 1984–1989 | Rolf Stoffel        |
| 1989–1999 | Norbert Schößler    |
| 1999–     | Guido Stoffel       |

Guido Stoffel wurde in den konstituierenden Sitzungen des Gemeinderates am 17. Juni 2019 und 9. Juli 2024 für jeweils weitere fünf Jahre in seinem Amt bestätigt.

## Kultur und Sehenswürdigkeiten

### Kulturdenkmäler
- Quereinhaus im verschieferten Ober- und Dachgeschoss wohl Fachwerk, Mitte des 19. Jahrhunderts

### Naturdenkmäler
- Felsengrat, oberhalb des Trabener Baches[7]
- Quarzitfelsen „Bildstein“, im Tal des Trabener Baches[8]